# Турский собор (1054)
Турский собор 1054 года — поместный собор католической церкви, состоявшийся весной 1054 года во французском городе Туре под председательством Гильдебранда, легата папы Льва IX. Основным обсуждавшимся вопросом были взгляды диакона Беренгара Турского, отрицавшего реальное присутствие Христа в евхаристии.

## Предыстория
Взгляды Беренгара ранее неоднократно становились предметом обсуждения, и были осуждены на соборах в Риме (1050), Верчелли (1050) и Париже (1051). Поскольку на всех предшествующих соборах Беренгар не получил возможности защитить свою точку зрения, ни он, ни поддерживающие его политические и религиозные деятели не считали вопрос окончательно закрытым. Основными сторонниками учения Беренгара были, по различным причинам, граф Анжуйский Жоффруа II Мартел и епископ Евсевий Анжерский. Король Франции Генрих I ранее решил не вступать в конфликт с римской курией и арестовал Беренгара, не допустив его участия в соборе в Верчелли. Три года спустя политическая обстановка изменилась, Жоффруа и Генрих заключили мир, и для Рима возникла опасность того, что король откажется от преследования Беренгара, и тогда учение последнего закрепится во Франции. Тем временем, в Риме относительно взглядов Беренгара сложились две партии. Жёстких догматиков во главе с кардиналом Гумбертом Сильва-Кандидском поддерживал Ланфранк, а более умеренную позицию занимали Гильдебранд и Пётр Дамиани.
Назначение местом проведения собора город на территории Франции давал шанс на то, что его результаты будут признаны на территории королевства. Тур, важный город во владениях графа Жоффруа II, был также важным религиозным центром, в котором влияние папы было весьма незначительным. Наложенный папой Львом IX интердикт здесь не соблюдался, а влияние Беренгара было весьма сильно. Дата проведения собора в источниках называется различно. Согласно указаниям самого Беренгара, событие произошло при жизни Льва IX, скончавшегося 19 апреля 1054 года. Ланфранк, напротив, утверждает, что собор произошёл при папе Викторе II. Возможно, собор состоялся после смерти Льва, но ранее, чем об этом стало известно в Туре.

## Ход собора
Заседание собора произошло в соборе Святого Маврикия. Присутствовали архиепископ Турский Варфоломей, известный противник Беренгара архиепископ Орлеанский Изембар, епископы Жоффруа Оксеррский и Евсевий Анжерский и несколько аббатов. Когда собор начался, Гильдебранд предложил участникам на выбор либо изучить дело самостоятельно на основе предоставленных сочинений, либо задать вопросы непосредственно Беренгару. Епископы одобрили второй вариант уточнив, что опрос должны производить епископы Лиона, Оксерра и Тура вместе со своим духовенством. В таком виде Гильдебранд утвердил регламент собора.
Вначале выступили Изембар Орлеанский и Жоффруа Оксеррский, обвинившие Беренгара в том, что тот полагает алтарный хлеб ни в чём не отличающимся от обычного; подтверждения своим обвинениям они предоставить не смогли. Затем участники попросили Беренгара изложить своё понимание евхаристии. Турский диакон в ответ заявил, что он полагает, что освящённые хлеб и вино являются истинными плотью и кровью Христовыми. На это епископы предложили Беренгару ещё раз повторить своё утверждение всем собравшимся в соборе Святого Маврикия, после чего можно было бы разойтись; Беренгар согласился. Однако, после того, как он повторил своё заявление, некоторые участники собора остались не удовлетворены, поскольку, по их мнению, Беренгар произносил одно, а в сердце своём думал иное. Для уверенности они потребовали от обвиняемого произнесения клятвы. Посовещавшись со своими сторонниками, Беренгар согласился и на это. Предложение обсудить прочие вопросы, связанные с реальным присутствием поддержки не получили, и на том собор завершился.

## Последствия
Вскоре после завершения собора пришло сообщение о смерти папы Льва IX. Завершив свои дела в Туре, Гильдебранд вернулся в Рим, и Беренгар вместе с ним. В историографии является дискуссионным вопрос, почему будущий папа Григорий VII отказался решительно осудить противников Беренгара, не сумевших обосновать выдвинутые ими обвинения.